# Allan Spear
Allan Henry Spear (24 tháng 6 năm 1937 – 11 tháng 10 năm 2008) là một chính khách người Mỹ và nhà giáo dục từ Minnesota, người đã phục vụ gần ba mươi năm tại Thượng viện Minnesota, trong đó có gần một thập kỷ là Chủ tịch Thượng viện.

## Tiểu sử
Ông sinh ra trong một gia đình Do Thái. Tốt nghiệp Cao đẳng Oberlin (B.A., 1958), ông tiếp tục lấy bằng M.A. và PhD tại Đại học Yale (lần lượt là 1960 và 1965). Nhiều thập kỷ sau, Oberlin cũng trao cho ông bằng LL.D. danh dự Ông lần đầu tiên được bầu vào Thượng viện Minnesota vào năm 1972, đại diện cho một quận Minneapolis tự do với trung tâm là Đại học Minnesota. Ông đã phục vụ tổng cộng 28 năm trong thượng viện, nghỉ hưu vào năm 2000. Ông là Chủ tịch Thượng viện từ năm 1992 đến năm 2000.
Ông phục vụ tại Thượng viện Minnesota đại diện cho hai quận của Thượng viện ở Minneapolis. Từ năm 1972 đến năm 1982, ông đại diện cho Quận 57, phần phía đông nam của Minneapolis, bao gồm cơ sở chính của Đại học Minnesota. Năm 1982, ông chuyển đến Quận 59, phía Tây Nam của Minneapolis, (đổi tên thành Quận 60 sau khi tái phân chia khu vực năm 1992) và được bầu làm Thượng nghị sĩ từ đó, và được bầu lại cho đến khi nghỉ hưu vào năm 2000.
Công khai vào ngày 9 tháng 12 năm 1974, ông là một trong những người Mỹ đồng tính công khai đầu tiên phục vụ trong văn phòng dân cử. Sự xuất hiện của anh ấy đã thu hút sự chú ý của cả nước, được đăng trên The New York Times cùng với những người khác.

### Những năm 1990 trở về sau
Spear là người có công trong việc thông qua Đạo luật Nhân quyền Minnesota năm 1993, đạo luật này đảm bảo bảo vệ khỏi sự phân biệt đối xử trong giáo dục, việc làm và nhà ở cho LGBT Minnesotans. Ông đã làm việc này trong gần 20 năm, và sau đó gọi nó là "thành tựu lập pháp đáng tự hào nhất của mình." Mối quan hệ cá nhân của ông với các Thượng nghị sĩ khác trong những năm ông nắm quyền rất quan trọng trong việc giành được phiếu bầu của các đồng nghiệp Đảng Cộng hòa. Ông đã nhận được sự ủng hộ công khai của lãnh đạo đảng Cộng hòa tại Thượng viện, Bộ trưởng Luther Dean E. Johnson, người đã có bài phát biểu ủng hộ dự luật trên sàn Thượng viện (và sau đó bị các quan chức đảng Cộng hòa địa phương của ông "kiểm duyệt" và cuối cùng bị buộc thôi việc  đảng Cộng hòa).
Năm 2008, là một phần của lễ kỷ niệm Sesquicentennial của Minnesota, Hiệp hội Lịch sử Minnesota đã vinh danh ông là một trong 150 người và nhóm đã giúp hình thành tiểu bang. Allan Spear qua đời vào ngày 11 tháng 10 năm 2008 do biến chứng sau cuộc phẫu thuật tim vào đầu tuần đó. Ông sống cùng người bạn đời 26 năm, Junjiro Tsuji, người đã qua đời vào ngày 13 tháng 3 năm 2019.
Ông đã hoàn thành một phần tự truyện (Crossing the Barriers ISBN 9780816670406) lúc chết; một đồng nghiệp của ông tại Thượng viện Minnesota, John Watson Milton, đã cung cấp một lời bạt liệt kê những thành tựu trong những năm cuối đời của ông. Cuốn sách này được xuất bản vào năm 2010.